# Česká hokejová extraliga 2005/2006
Česká hokejová extraliga 2005/2006 byla 13. ročníkem nejvyšší hokejové soutěže v České republice.

## Fakta
- 13. ročník samostatné české nejvyšší hokejové soutěže
- Nejlepší střelec základní části – Petr Ton 24 branek HC Sparta Praha
- Nejlepší nahrávač – Josef Beránek HC Slavia Praha 38 nahrávek
- Vítěz kanadského bodování – Jan Marek HC Sparta Praha
- Základní část – 48 utkání, 54 bodů / 22 branek + 32 nahrávek /
- Play off – 12 utkání, 17 utkání, 8 bodů / 4 branky + 4 nahrávky /
- Celkem základní část + Play off – 65 utkání, 62 bodů / 26 branky + 36 nahrávky /
- V prolínací extraligové kvalifikaci obhájil extraligu Vsetínská hokejová proti HC Slovan Ústí nad Labem (vítěz 1. ligy) – 4:2 na zápasy

### Systém soutěže
Všech 14 účastníků se v základní části utkalo nejprve čtyřkolově každý s každým. Prvních 8 celků postoupilo do play off, které se hrálo na čtyři vítězná utkání. Celek na 14. místě musel svoji extraligovou příslušnost obhajovat v baráži o extraligu, do které postoupil vítěz 1. ligy. Baráž o extraligu se hrála na 4 vítězná utkání.

## Kluby podle krajů
- Praha:
  - HC Slavia Praha
  - HC Sparta Praha
- Středočeský kraj:
  - HC Rabat Kladno
- Plzeňský kraj:
  - HC Lasselsberger Plzeň
- Karlovarský kraj:
  - HC Energie Karlovy Vary
- Pardubický kraj:
  - HC Moeller Pardubice
- Liberecký kraj:
  - Bílí Tygři Liberec
- Ústecký kraj:
  - HC Chemopetrol Litvínov
- Moravskoslezský kraj:
  - HC Oceláři Třinec
  - HC Vítkovice Steel
- Zlínský kraj:
  - HC Hamé Zlín
  - Vsetínská hokejová
- Jihočeský kraj:
  - HC České Budějovice
- Jihomoravský kraj:
  - HC Znojemští Orli

## Konečná tabulka základní části
| Poř. | Tým                     | Z  | V  | Vp | R  | Pp | P  | Skóre   | B   |
| ---- | ----------------------- | -- | -- | -- | -- | -- | -- | ------- | --- |
| 1.   | Bílí Tygři Liberec      | 52 | 32 | 1  | 5  | 3  | 11 | 152:94  | 106 |
| 2.   | HC Slavia Praha         | 52 | 31 | 0  | 7  | 1  | 13 | 164:111 | 101 |
| 3.   | HC Hamé Zlín            | 52 | 25 | 3  | 6  | 2  | 16 | 122:103 | 89  |
| 4.   | HC Vítkovice Steel      | 52 | 24 | 2  | 8  | 0  | 18 | 152:128 | 84  |
| 5.   | HC Znojemští Orli       | 52 | 23 | 1  | 10 | 3  | 15 | 117:110 | 84  |
| 6.   | HC Sparta Praha (C)     | 52 | 21 | 5  | 2  | 3  | 21 | 155:135 | 78  |
| 7.   | HC Oceláři Třinec       | 52 | 23 | 1  | 5  | 1  | 22 | 135:142 | 77  |
| 8.   | HC České Budějovice (N) | 52 | 19 | 3  | 12 | 1  | 17 | 115:118 | 76  |
| 9.   | HC Moeller Pardubice    | 52 | 21 | 1  | 5  | 2  | 23 | 130:134 | 72  |
| 10.  | HC Energie Karlovy Vary | 52 | 19 | 2  | 9  | 1  | 21 | 120:128 | 71  |
| 11.  | HC Lasselsberger Plzeň  | 52 | 17 | 1  | 8  | 2  | 24 | 130:136 | 63  |
| 12.  | HC Chemopetrol Litvínov | 52 | 14 | 4  | 5  | 4  | 25 | 113:140 | 59  |
| 13.  | HC Rabat Kladno         | 52 | 12 | 5  | 3  | 4  | 28 | 114:168 | 53  |
| 14.  | Vsetínská hokejová      | 52 | 6  | 1  | 9  | 3  | 33 | 80:152  | 32  |

Poznámky:
- (C) = držitel mistrovského titulu, (N) = nováček (minulou sezónu hrál nižší soutěž a postoupil)

## Pavouk play off
|  | Čtvrtfinále         | Čtvrtfinále         |                 |   | Semifinále | Semifinále |  |  | Finále | Finále |
|  |                     |                     |                 |   |            |            |  |  |        |        |
|  |                     |                     |                 |   |            |            |  |  |        |        |
|  | HC Slavia Praha     | 4                   |                 |   |            |            |  |  |        |        |
|  | HC Slavia Praha     | 4                   |                 |   |            |            |  |  |        |        |
|  | HC Oceláři Třinec   | 0                   |                 |   |            |            |  |  |        |        |
|  | HC Oceláři Třinec   | 0                   | HC Slavia Praha | 4 |            |            |  |  |        |        |
|  |                     |                     | HC Slavia Praha | 4 |            |            |  |  |        |        |
|  |                     | HC České Budějovice | 1               |   |            |            |  |  |        |        |
|  | Bílí Tygři Liberec  | HC České Budějovice | 1               | 1 |            |            |  |  |        |        |
|  | Bílí Tygři Liberec  |                     |                 | 1 |            |            |  |  |        |        |
|  | HC České Budějovice | 4                   |                 |   |            |            |  |  |        |        |
|  | HC České Budějovice | 4                   | HC Slavia Praha | 2 |            |            |  |  |        |        |
|  |                     |                     | HC Slavia Praha | 2 |            |            |  |  |        |        |
|  |                     | HC Sparta Praha     | 4               |   |            |            |  |  |        |        |
|  | HC Sparta Praha     | HC Sparta Praha     | 4               | 4 |            |            |  |  |        |        |
|  | HC Sparta Praha     |                     |                 | 4 |            |            |  |  |        |        |
|  | HC Hamé Zlín        | 2                   |                 |   |            |            |  |  |        |        |
|  | HC Hamé Zlín        | 2                   | HC Sparta Praha | 4 |            |            |  |  |        |        |
|  |                     |                     | HC Sparta Praha | 4 |            |            |  |  |        |        |
|  |                     | HC Znojemští Orli   | 1               |   |            |            |  |  |        |        |
|  | HC Znojemští Orli   | HC Znojemští Orli   | 1               | 4 |            |            |  |  |        |        |
|  | HC Znojemští Orli   |                     |                 | 4 |            |            |  |  |        |        |
|  | HC Vítkovice Steel  | 2                   |                 |   |            |            |  |  |        |        |
|  | HC Vítkovice Steel  | 2                   |                 |   |            |            |  |  |        |        |

## Čtvrtfinále

### První čtvrtfinále
1. utkání
|  | HC Slavia Praha | 5 - 3         | HC Oceláři Třinec |  |
|  | HC Slavia Praha | (0:1,2:1,3:1) | HC Oceláři Třinec |  |

| Souhrn zápasu Report | Souhrn zápasu Report                                                                              | Souhrn zápasu Report | Souhrn zápasu Report                                    | Souhrn zápasu Report |
| -------------------- | ------------------------------------------------------------------------------------------------- | -------------------- | ------------------------------------------------------- | -------------------- |
|                      | 26:43 Tomáš Vlasák 35:58 Jaroslav Bednář 52:46 Ivo Prorok 56:23 Josef Beránek 58:52 Milan Kopecký |                      | 16:00 Rudolf Huna 26:25 Rudolf Huna 53:29 Jiří Polanský |                      |

2. utkání
|  | HC Slavia Praha | 7 - 4         | HC Oceláři Třinec |  |
|  | HC Slavia Praha | (1:2,4:1,2:1) | HC Oceláři Třinec |  |

| Souhrn zápasu Report | Souhrn zápasu Report | Souhrn zápasu Report | Souhrn zápasu Report                                                             | Souhrn zápasu Report |
| -------------------- | --- | -------------------- | -------------------------------------------------------------------------------- | -------------------- |
|                      | 08:30 Tomáš Žižka 23:51 Ivo Prorok 26:41 Tomáš Vlasák 28:08 Dominik Graňák 31:30 Petr Kadlec 55:00 Tomáš Vlasák 58:53 Jaroslav Bednář |                      | 01:08 Jan Peterek 06:44 Jaroslav Kudrna 30:43 Vlastimil Kroupa 52:07 Pavel Janků |                      |

3. utkání
|  | HC Oceláři Třinec | 2 - 3 SN          | HC Slavia Praha |  |
|  | HC Oceláři Třinec | (1:0,0:1,1:1,0:0) | HC Slavia Praha |  |

| Souhrn zápasu Report | Souhrn zápasu Report                  | Souhrn zápasu Report | Souhrn zápasu Report                                           | Souhrn zápasu Report |
| -------------------- | ------------------------------------- | -------------------- | -------------------------------------------------------------- | -------------------- |
|                      | 06:58 Jan Peterek 42:23 Jiří Polanský |                      | 25:07 David Hruška 59:39 Jan Novák rozhodující SN Tomáš Vlasák |                      |

4. utkání
|  | HC Oceláři Třinec | 3 - 4 PP          | HC Slavia Praha |  |
|  | HC Oceláři Třinec | (1:2,1:1,1:0,0:1) | HC Slavia Praha |  |

| Souhrn zápasu Report | Souhrn zápasu Report                                      | Souhrn zápasu Report | Souhrn zápasu Report                                                                 | Souhrn zápasu Report |
| -------------------- | --------------------------------------------------------- | -------------------- | ------------------------------------------------------------------------------------ | -------------------- |
|                      | 16:10 Peter Fabuš 37:27 Jiří Polanský 45:29 Jiří Polanský |                      | 06:33 Radek Dlouhý 15:40 Radek Dlouhý 23:55 Michal Sup branka v PP 64:38 Petr Kadlec |                      |

- Vítěz HC Slavia Praha 4:0 na zápasy

### Druhé čtvrtfinále
1. utkání
|  | Bílí Tygři Liberec | 1 - 2         | HC České Budějovice |  |
|  | Bílí Tygři Liberec | (1:0,0:1,0:1) | HC České Budějovice |  |

| Souhrn zápasu Report | Souhrn zápasu Report | Souhrn zápasu Report | Souhrn zápasu Report                   | Souhrn zápasu Report |
| -------------------- | -------------------- | -------------------- | -------------------------------------- | -------------------- |
|                      | 07:59 Petr Šachl     |                      | 26:52 Zdeněk Kutlák 57:22 Tomáš Harant |                      |

2. utkání
|  | Bílí Tygři Liberec | 1 - 4         | HC České Budějovice |  |
|  | Bílí Tygři Liberec | (0:0,1:3,0:1) | HC České Budějovice |  |

| Souhrn zápasu Report | Souhrn zápasu Report    | Souhrn zápasu Report | Souhrn zápasu Report                                                             | Souhrn zápasu Report |
| -------------------- | ----------------------- | -------------------- | -------------------------------------------------------------------------------- | -------------------- |
|                      | 25:45 Andrej Podkonický |                      | 28:34 Zdeněk Kutlák 32:02 Štěpán Hřebejk 32:25 Marek Posmyk 52:12 Kamil Brabenec |                      |

3. utkání
|  | HC České Budějovice | 7 - 3         | Bílí Tygři Liberec |  |
|  | HC České Budějovice | (0:0,5:1,2:2) | Bílí Tygři Liberec |  |

| Souhrn zápasu Report | Souhrn zápasu Report | Souhrn zápasu Report | Souhrn zápasu Report                              | Souhrn zápasu Report |
| -------------------- | --- | -------------------- | ------------------------------------------------- | -------------------- |
|                      | 21:55 Tomáš Vak 23:31 Kamil Brabenec 24:02 Tomáš Harant 28:11 Michal Hudec 38:51 Jiří Šimánek 43:49 René Vydarený 46:33 Tomáš Harant |                      | 29:37 Jan Plodek 41:53 Petr Šachl 59:07 Jan Víšek |                      |

4. utkání
|  | HC České Budějovice | 1 - 2         | Bílí Tygři Liberec |  |
|  | HC České Budějovice | (1:1,0:1,0:0) | Bílí Tygři Liberec |  |

| Souhrn zápasu Report | Souhrn zápasu Report | Souhrn zápasu Report | Souhrn zápasu Report                  | Souhrn zápasu Report |
| -------------------- | -------------------- | -------------------- | ------------------------------------- | -------------------- |
|                      | 11:05 Jiří Šimánek   |                      | 01:45 Tomáš Klimenta 37:28 Petr Šachl |                      |

5. utkání
|  | Bílí Tygři Liberec | 2 - 6         | HC České Budějovice |  |
|  | Bílí Tygři Liberec | (1:4,0:1,1:1) | HC České Budějovice |  |

| Souhrn zápasu Report | Souhrn zápasu Report              | Souhrn zápasu Report | Souhrn zápasu Report                                                                                                 | Souhrn zápasu Report |
| -------------------- | --------------------------------- | -------------------- | --- | -------------------- |
|                      | 00:53 Petr Šachl 47:14 Petr Šachl |                      | 01:52 Michal Hudec 05:30 Michal Hudec 06:45 René Vydarený 19:58 Tomáš Harant 33:52 Marek Posmyk 53:36 Kamil Brabenec |                      |

- Vítěz HC České Budějovice 4:1 na zápasy

### Třetí čtvrtfinále
1. utkání
|  | HC Hamé Zlín | 2 - 1         | HC Sparta Praha |  |
|  | HC Hamé Zlín | (2:1,0:0,0:0) | HC Sparta Praha |  |

| Souhrn zápasu Report | Souhrn zápasu Report                  | Souhrn zápasu Report | Souhrn zápasu Report | Souhrn zápasu Report |
| -------------------- | ------------------------------------- | -------------------- | -------------------- | -------------------- |
|                      | 10:43 Radek Gardoň 19:42Ivan Rachůnek |                      | 18:29 Ondřej Kratěna |                      |

2. utkání
|  | HC Hamé Zlín | 2 - 1         | HC Sparta Praha |  |
|  | HC Hamé Zlín | (1:0,0:1,1:0) | HC Sparta Praha |  |

| Souhrn zápasu Report | Souhrn zápasu Report                    | Souhrn zápasu Report | Souhrn zápasu Report | Souhrn zápasu Report |
| -------------------- | --------------------------------------- | -------------------- | -------------------- | -------------------- |
|                      | 19:36 Peter Barinka 55:14 Miroslav Okál |                      | 23:19 Jan Hanzlík    |                      |

3. utkání
|  | HC Sparta Praha | 4 - 3         | HC Hamé Zlín |  |
|  | HC Sparta Praha | (2:1,1:1,1:1) | HC Hamé Zlín |  |

| Souhrn zápasu Report | Souhrn zápasu Report                                                         | Souhrn zápasu Report | Souhrn zápasu Report                                       | Souhrn zápasu Report |
| -------------------- | ---------------------------------------------------------------------------- | -------------------- | ---------------------------------------------------------- | -------------------- |
|                      | 07:16 Martin Chabada 13:07 Jiří Vykoukal 37:19 Petr Ton 55:44 Marek Černošek |                      | 14:49 Miroslav Blaťák 30:27 Jan Benda 47:24 Martin Hamrlík |                      |

4. utkání
|  | HC Sparta Praha | 3 - 2         | HC Hamé Zlín |  |
|  | HC Sparta Praha | (1:2,1:0,1:0) | HC Hamé Zlín |  |

| Souhrn zápasu Report | Souhrn zápasu Report                                          | Souhrn zápasu Report | Souhrn zápasu Report                | Souhrn zápasu Report |
| -------------------- | ------------------------------------------------------------- | -------------------- | ----------------------------------- | -------------------- |
|                      | 15:06 Karel Pilař 34:43 František Ptáček 44:00 Martin Chabada |                      | 00:19 Petr Leška 05:25 Radek Gardoň |                      |

5. utkání
|  | HC Hamé Zlín | 0 - 1         | HC Sparta Praha |  |
|  | HC Hamé Zlín | (0:1,0:0,0:0) | HC Sparta Praha |  |

| Souhrn zápasu Report | Souhrn zápasu Report | Souhrn zápasu Report | Souhrn zápasu Report | Souhrn zápasu Report |
| -------------------- | -------------------- | -------------------- | -------------------- | -------------------- |
|                      |                      |                      | 17:20 Ondřej Kratěna |                      |

6. utkání
|  | HC Sparta Praha | 3 - 0         | HC Hamé Zlín |  |
|  | HC Sparta Praha | (0:0,2:0,1:0) | HC Hamé Zlín |  |

| Souhrn zápasu Report | Souhrn zápasu Report                                          | Souhrn zápasu Report | Souhrn zápasu Report | Souhrn zápasu Report |
| -------------------- | ------------------------------------------------------------- | -------------------- | -------------------- | -------------------- |
|                      | 31:44 Marek Černošek 33:26 Martin Štrba 58:37 Jaroslav Hlinka |                      |                      |                      |

- Vítěz HC Sparta Praha 4:2 na zápasy

### Čtvrté čtvrtfinále
1. utkání
|  | HC Vítkovice Steel | 1 - 2 PP          | HC Znojemští Orli |  |
|  | HC Vítkovice Steel | (0:0,1:0,0:1,0:1) | HC Znojemští Orli |  |

| Souhrn zápasu Report | Souhrn zápasu Report | Souhrn zápasu Report | Souhrn zápasu Report                    | Souhrn zápasu Report |
| -------------------- | -------------------- | -------------------- | --------------------------------------- | -------------------- |
|                      | 32:58 Jiří Burger    |                      | 44:00 Roman Erat PP 68:55 Zdeněk Ondřej |                      |

2. utkání
|  | HC Vítkovice Steel | 3 - 1         | HC Znojemští Orli |  |
|  | HC Vítkovice Steel | (2:0,0:1,1:0) | HC Znojemští Orli |  |

| Souhrn zápasu Report | Souhrn zápasu Report                                            | Souhrn zápasu Report | Souhrn zápasu Report | Souhrn zápasu Report |
| -------------------- | --------------------------------------------------------------- | -------------------- | -------------------- | -------------------- |
|                      | 03:15 Stanislav Jasečko 10:39 Zbyněk Irgl 58:50 Vladimír Vůjtek |                      | 34:52 Peter Pucher   |                      |

3. utkání
|  | HC Znojemští Orli | 1 - 3         | HC Vítkovice Steel |  |
|  | HC Znojemští Orli | (0:0,1:2,0:1) | HC Vítkovice Steel |  |

| Souhrn zápasu Report | Souhrn zápasu Report | Souhrn zápasu Report | Souhrn zápasu Report                                    | Souhrn zápasu Report |
| -------------------- | -------------------- | -------------------- | ------------------------------------------------------- | -------------------- |
|                      | 39:39 Martin Čakajík |                      | 35:32 Zbyněk Irgl 37:01 Pavel Šebesta 54:57 Zbyněk Irgl |                      |

4. utkání
|  | HC Znojemští Orli | 3 - 1         | HC Vítkovice Steel |  |
|  | HC Znojemští Orli | (1:0,2:0,0:1) | HC Vítkovice Steel |  |

| Souhrn zápasu Report | Souhrn zápasu Report                                       | Souhrn zápasu Report | Souhrn zápasu Report | Souhrn zápasu Report |
| -------------------- | ---------------------------------------------------------- | -------------------- | -------------------- | -------------------- |
|                      | 08:15 Peter Pucher 27:12 Juraj Štefanka 28:25 Karel Plášek |                      | 44:56 Petr Hubáček   |                      |

5. utkání
|  | HC Vítkovice Steel | 0 - 2         | HC Znojemští Orli |  |
|  | HC Vítkovice Steel | (0:1,0:1,0:0) | HC Znojemští Orli |  |

| Souhrn zápasu Report | Souhrn zápasu Report | Souhrn zápasu Report | Souhrn zápasu Report                   | Souhrn zápasu Report |
| -------------------- | -------------------- | -------------------- | -------------------------------------- | -------------------- |
|                      |                      |                      | 18:42 Martin Čakajík 29:22 Jiří Dopita |                      |

6. utkání
|  | HC Znojemští Orli | 4 - 1         | HC Vítkovice Steel |  |
|  | HC Znojemští Orli | (1:0,0:1,3:0) | HC Vítkovice Steel |  |

| Souhrn zápasu Report | Souhrn zápasu Report                                                          | Souhrn zápasu Report | Souhrn zápasu Report | Souhrn zápasu Report |
| -------------------- | ----------------------------------------------------------------------------- | -------------------- | -------------------- | -------------------- |
|                      | 06:47 David Ludvík 45:56 David Ludvík 47:29 Milan Mikulík 58:13 Zdeněk Ondřej |                      | 39:30 Petr Jurečka   |                      |

- Vítěz HC Znojemští Orli 4:2 na zápasy

## Semifinále

### První semifinále
1. utkání
|  | HC Slavia Praha | 0 - 2         | HC České Budějovice |  |
|  | HC Slavia Praha | (0:0,0:0,0:2) | HC České Budějovice |  |

| Souhrn zápasu Report | Souhrn zápasu Report | Souhrn zápasu Report | Souhrn zápasu Report                | Souhrn zápasu Report |
| -------------------- | -------------------- | -------------------- | ----------------------------------- | -------------------- |
|                      |                      |                      | 55:35 Tomáš Vak 57:42 René Vydarený |                      |

2. utkání
|  | HC Slavia Praha | 3 - 0         | HC České Budějovice |  |
|  | HC Slavia Praha | (1:0,1:0,1:0) | HC České Budějovice |  |

| Souhrn zápasu Report | Souhrn zápasu Report                                      | Souhrn zápasu Report | Souhrn zápasu Report | Souhrn zápasu Report |
| -------------------- | --------------------------------------------------------- | -------------------- | -------------------- | -------------------- |
|                      | 12:53 Jaroslav Bednář 23:15 Marek Tomica 59:26 Ivo Prorok |                      |                      |                      |

3. utkání
|  | HC České Budějovice | 1 - 2 SN          | HC Slavia Praha |  |
|  | HC České Budějovice | (0:1,0:0,1:0,0:0) | HC Slavia Praha |  |

| Souhrn zápasu Report | Souhrn zápasu Report | Souhrn zápasu Report | Souhrn zápasu Report                        | Souhrn zápasu Report |
| -------------------- | -------------------- | -------------------- | ------------------------------------------- | -------------------- |
|                      | 53:29 Petr Sailer    |                      | 02:18 Jan Novák rozhodující SN Tomáš Vlasák |                      |

4. utkání
|  | HC České Budějovice | 3 - 4         | HC Slavia Praha |  |
|  | HC České Budějovice | (0:1,2:1,1:2) | HC Slavia Praha |  |

| Souhrn zápasu Report | Souhrn zápasu Report                                     | Souhrn zápasu Report | Souhrn zápasu Report                                                   | Souhrn zápasu Report |
| -------------------- | -------------------------------------------------------- | -------------------- | ---------------------------------------------------------------------- | -------------------- |
|                      | 23:11 Petr Gřegořek 33:23 Kamil Brabenec 45:53 Tomáš Vak |                      | 04:32 Radek Duda 36:08 Tomáš Vlasák 47:36 Petr Kadlec 53:43 Michal Sup |                      |

5. utkání
|  | HC Slavia Praha | 2 - 1 SN          | HC České Budějovice |  |
|  | HC Slavia Praha | (0:0,1:1,0:0,0:0) | HC České Budějovice |  |

| Souhrn zápasu Report | Souhrn zápasu Report                        | Souhrn zápasu Report | Souhrn zápasu Report | Souhrn zápasu Report |
| -------------------- | ------------------------------------------- | -------------------- | -------------------- | -------------------- |
|                      | 31:10 Petr Kadlec rozhodující SN Ivo Prorok |                      | 36:29 Milan Gulaš    |                      |

- Vítěz HC Slavia Praha 4:1 na zápasy

### Druhé semifinále
1. utkání
|  | HC Znojemští Orli | 2 - 3 SN          | HC Sparta Praha |  |
|  | HC Znojemští Orli | (1:1,1:1,0:0,0:0) | HC Sparta Praha |  |

| Souhrn zápasu Report | Souhrn zápasu Report                    | Souhrn zápasu Report | Souhrn zápasu Report                                             | Souhrn zápasu Report |
| -------------------- | --------------------------------------- | -------------------- | ---------------------------------------------------------------- | -------------------- |
|                      | 02:56 Milan Mikulík 31:40 Zdeněk Ondřej |                      | 01:16 Tomáš Netík 33:59 Jaroslav Hlinka rozhodující SN Jan Marek |                      |

2. utkání
|  | HC Znojemští Orli | 3 - 1         | HC Sparta Praha |  |
|  | HC Znojemští Orli | (1:1,0:0,2:0) | HC Sparta Praha |  |

| Souhrn zápasu Report | Souhrn zápasu Report                                       | Souhrn zápasu Report | Souhrn zápasu Report | Souhrn zápasu Report |
| -------------------- | ---------------------------------------------------------- | -------------------- | -------------------- | -------------------- |
|                      | 18:37 Juraj Štefanka 40:37 Milan Mikulík 58:46 Jiří Dopita |                      | 01:13 Michal Sivek   |                      |

3. utkání
|  | HC Sparta Praha | 4 - 1         | HC Znojemští Orli |  |
|  | HC Sparta Praha | (1:0,1:0,2:1) | HC Znojemští Orli |  |

| Souhrn zápasu Report | Souhrn zápasu Report                                                         | Souhrn zápasu Report | Souhrn zápasu Report | Souhrn zápasu Report |
| -------------------- | ---------------------------------------------------------------------------- | -------------------- | -------------------- | -------------------- |
|                      | 02:37 Michal Dragoun 22:40 Karel Pilař 43:07 Jaroslav Hlinka 50:14 Jan Marek |                      | 54:59 Jiří Dopita    |                      |

4. utkání
|  | HC Sparta Praha | 2 - 1         | HC Znojemští Orli |  |
|  | HC Sparta Praha | (2:1,0:0,0:0) | HC Znojemští Orli |  |

| Souhrn zápasu Report | Souhrn zápasu Report                       | Souhrn zápasu Report | Souhrn zápasu Report | Souhrn zápasu Report |
| -------------------- | ------------------------------------------ | -------------------- | -------------------- | -------------------- |
|                      | 10:42 Jaroslav Hlinka 12:38 Pavel Kašpařík |                      | 16:29 Milan Mikulík  |                      |

5. utkání
|  | HC Znojemští Orli | 1 - 6         | HC Sparta Praha |  |
|  | HC Znojemští Orli | (0:2,1:2,0:2) | HC Sparta Praha |  |

| Souhrn zápasu Report | Souhrn zápasu Report | Souhrn zápasu Report | Souhrn zápasu Report                                                                                         | Souhrn zápasu Report |
| -------------------- | -------------------- | -------------------- | --- | -------------------- |
|                      | 21:40 Jiří Dopita    |                      | 11:26 Petr Ton 15:32 Jaroslav Hlinka 30:19 Michal Sivek 33:31 Petr Ton 46:02 Jan Marek 52:18 Jaroslav Hlinka |                      |

- Vítěz HC Sparta Praha 4:1 na zápasy

## Finále
1. utkání
|  | HC Slavia Praha | 3 - 4 SN              | HC Sparta Praha |  |
|  | HC Slavia Praha | (1:1, 1:0, 1:2 - 0:0) | HC Sparta Praha |  |

| Souhrn zápasu Report | Souhrn zápasu Report                                         | Souhrn zápasu Report | Souhrn zápasu Report                                                                  | Souhrn zápasu Report |
| -------------------- | ------------------------------------------------------------ | -------------------- | ------------------------------------------------------------------------------------- | -------------------- |
|                      | 09:37 David Hruška 33:17 Vladimír Sobotka 55:14 Tomáš Vlasák |                      | 10:43 Jakub Langhammer 55:29 Tomáš Netík 56:28 Petr Ton rozhodující SN Ondřej Kratěna |                      |

2. utkání
|  | HC Slavia Praha | 2 - 1           | HC Sparta Praha |  |
|  | HC Slavia Praha | (2:0, 0:0, 0:1) | HC Sparta Praha |  |

| Souhrn zápasu Report | Souhrn zápasu Report                  | Souhrn zápasu Report | Souhrn zápasu Report | Souhrn zápasu Report |
| -------------------- | ------------------------------------- | -------------------- | -------------------- | -------------------- |
|                      | 05:00 Michal Sup 17:57 Michal Vondrka |                      | 51:36 Jan Marek      |                      |

3. utkání
|  | HC Sparta Praha | 2 - 1 PP              | HC Slavia Praha |  |
|  | HC Sparta Praha | (0:1, 0:0, 1:0 - 1:0) | HC Slavia Praha |  |

| Souhrn zápasu Report | Souhrn zápasu Report                    | Souhrn zápasu Report | Souhrn zápasu Report   | Souhrn zápasu Report |
| -------------------- | --------------------------------------- | -------------------- | ---------------------- | -------------------- |
|                      | 52:53 Karel Pilař PP 61:41 Josef Straka |                      | 04:30 Vladimír Sobotka |                      |

4. utkání
|  | HC Sparta Praha | 3 - 2           | HC Slavia Praha |  |
|  | HC Sparta Praha | (0:2, 0:0, 3:0) | HC Slavia Praha |  |

| Souhrn zápasu Report | Souhrn zápasu Report                                    | Souhrn zápasu Report | Souhrn zápasu Report              | Souhrn zápasu Report |
| -------------------- | ------------------------------------------------------- | -------------------- | --------------------------------- | -------------------- |
|                      | 40:15 Jaroslav Hlinka 42:59 Petr Ton 52:35 Michal Sivek |                      | 06:19 Ivo Prorok 11:23 Ivo Prorok |                      |

5. utkání
|  | HC Slavia Praha | 3 - 2           | HC Sparta Praha |  |
|  | HC Slavia Praha | (1:1, 1:1, 1:0) | HC Sparta Praha |  |

| Souhrn zápasu Report | Souhrn zápasu Report                                | Souhrn zápasu Report | Souhrn zápasu Report                        | Souhrn zápasu Report |
| -------------------- | --------------------------------------------------- | -------------------- | ------------------------------------------- | -------------------- |
|                      | 09:27 Jan Novák 23:49 Jan Novák 45:49 Tomáš Divíšek |                      | 10:00 Jaroslav Hlinka 33:29 Jaroslav Hlinka |                      |

6. utkání
|  | HC Sparta Praha | 3 - 0           | HC Slavia Praha |  |
|  | HC Sparta Praha | (0:0, 2:0, 1:0) | HC Slavia Praha |  |

| Souhrn zápasu Report | Souhrn zápasu Report                                            | Souhrn zápasu Report | Souhrn zápasu Report | Souhrn zápasu Report |
| -------------------- | --------------------------------------------------------------- | -------------------- | -------------------- | -------------------- |
|                      | 22:49 Jakub Langhammer 27:03 Jaroslav Hlinka 58:17 Michal Sivek |                      |                      |                      |

- Vítěz HC Sparta Praha 4:2 na zápasy

## Baráž o extraligu
- Tým Vsetínská hokejová uhájil svoji účast v extralize i pro další ročník výsledkem 4 : 2 na zápasy. HC Slovan Ústí nad Labem zůstalo v 1. lize.

1. utkání
|  | Vsetínská hokejová | 0 - 2         | HC Slovan Ústí nad Labem |  |
|  | Vsetínská hokejová | (0:0,0:1,0:1) | HC Slovan Ústí nad Labem |  |

| Souhrn zápasu [Report] | Souhrn zápasu [Report] | Souhrn zápasu [Report] | Souhrn zápasu [Report] | Souhrn zápasu [Report] |
| ---------------------- | ---------------------- | ---------------------- | ---------------------- | ---------------------- |
|                        |                        |                        |                        |                        |

2. utkání
|  | Vsetínská hokejová | 4 - 1         | HC Slovan Ústí nad Labem |  |
|  | Vsetínská hokejová | (1:0,1:0,2:1) | HC Slovan Ústí nad Labem |  |

| Souhrn zápasu [Report] | Souhrn zápasu [Report] | Souhrn zápasu [Report] | Souhrn zápasu [Report] | Souhrn zápasu [Report] |
| ---------------------- | ---------------------- | ---------------------- | ---------------------- | ---------------------- |
|                        |                        |                        |                        |                        |

3. utkání
|  | HC Slovan Ústí nad Labem | 3 - 1         | Vsetínská hokejová |  |
|  | HC Slovan Ústí nad Labem | (1:0,0:1,2:0) | Vsetínská hokejová |  |

| Souhrn zápasu [Report] | Souhrn zápasu [Report] | Souhrn zápasu [Report] | Souhrn zápasu [Report] | Souhrn zápasu [Report] |
| ---------------------- | ---------------------- | ---------------------- | ---------------------- | ---------------------- |
|                        |                        |                        |                        |                        |

4. utkání
|  | HC Slovan Ústí nad Labem | 2 - 3 SN          | Vsetínská hokejová |  |
|  | HC Slovan Ústí nad Labem | (1:1,1:1,0:0,0:0) | Vsetínská hokejová |  |

| Souhrn zápasu [Report] | Souhrn zápasu [Report] | Souhrn zápasu [Report] | Souhrn zápasu [Report] | Souhrn zápasu [Report] |
| ---------------------- | ---------------------- | ---------------------- | ---------------------- | ---------------------- |
|                        |                        |                        |                        |                        |

5. utkání
|  | Vsetínská hokejová | 2 - 1         | HC Slovan Ústí nad Labem |  |
|  | Vsetínská hokejová | (2:0,0:0,0:1) | HC Slovan Ústí nad Labem |  |

| Souhrn zápasu [Report] | Souhrn zápasu [Report] | Souhrn zápasu [Report] | Souhrn zápasu [Report] | Souhrn zápasu [Report] |
| ---------------------- | ---------------------- | ---------------------- | ---------------------- | ---------------------- |
|                        |                        |                        |                        |                        |

6. utkání
|  | HC Slovan Ústí nad Labem | 0 - 1         | Vsetínská hokejová |  |
|  | HC Slovan Ústí nad Labem | (0:1,0:0,0:0) | Vsetínská hokejová |  |

| Souhrn zápasu [Report] | Souhrn zápasu [Report] | Souhrn zápasu [Report] | Souhrn zápasu [Report] | Souhrn zápasu [Report] |
| ---------------------- | ---------------------- | ---------------------- | ---------------------- | ---------------------- |
|                        |                        |                        |                        |                        |

## Nejproduktivnější hráči základní části
Toto je konečné pořadí hráčů podle dosažených bodů. Za jeden vstřelený gól nebo přihrávku na gól hráč získal jeden bod.
| Poř. | Hráč            | Tým                      | Z  | G  | A  | B  | TM  | +/- |
| ---- | --------------- | ------------------------ | -- | -- | -- | -- | --- | --- |
| 1.   | Jan Marek       | HC Sparta Praha          | 48 | 22 | 32 | 54 | 66  | 25  |
| 2.   | Ľubomír Vaic    | Bílí Tygři Liberec       | 52 | 20 | 32 | 52 | 101 | 20  |
| 3.   | Josef Beránek   | HC Slavia Praha          | 50 | 14 | 38 | 52 | 101 | 14  |
| 4.   | Petr Ton        | HC Sparta Praha          | 41 | 24 | 24 | 48 | 18  | 21  |
| 5.   | Jaroslav Kudrna | HC Oceláři Třinec        | 49 | 22 | 22 | 44 | 108 | 8   |
| 6.   | Jaroslav Bednář | HC Slavia Praha          | 52 | 21 | 23 | 44 | 58  | 18  |
| 7.   | Radek Duda      | HC Slavia Praha          | 51 | 17 | 27 | 44 | 158 | 11  |
| 8.   | Jan Peterek     | HC Oceláři Třinec        | 50 | 15 | 29 | 44 | 48  | 1   |
| 9.   | Peter Pucher    | HC Znojemští Orli        | 50 | 18 | 24 | 42 | 20  | 10  |
| 10.  | Jan Benda       | HC Litvínov HC Hamé Zlín | 50 | 16 | 26 | 42 | 68  | -13 |

## Nejproduktivnější hráči play-off
Toto je konečné pořadí hráčů podle dosažených bodů. Za jeden vstřelený gól nebo přihrávku na gól hráč získal jeden bod.
| Poř. | Hráč            | Tým                 | Z  | G  | A | B  | TM | +/- |
| ---- | --------------- | ------------------- | -- | -- | - | -- | -- | --- |
| 1.   | Jaroslav Hlinka | HC Sparta Praha     | 17 | 10 | 6 | 16 | 10 | 11  |
| 2.   | Tomáš Vlasák    | HC Slavia Praha     | 15 | 7  | 8 | 15 | 4  | 3   |
| 3.   | Ondřej Kratěna  | HC Sparta Praha     | 17 | 3  | 9 | 12 | 6  | 10  |
| 4.   | Jaroslav Bednář | HC Slavia Praha     | 15 | 3  | 8 | 11 | 16 | -2  |
| 5.   | Josef Straka    | HC Sparta Praha     | 17 | 1  | 9 | 10 | 4  | 3   |
| 6.   | Petr Ton        | HC Sparta Praha     | 17 | 5  | 4 | 9  | 8  | 3   |
| 7.   | Josef Beránek   | HC Slavia Praha     | 15 | 1  | 8 | 9  | 28 | -4  |
| 8.   | Ivo Prorok      | HC Slavia Praha     | 15 | 6  | 2 | 8  | 44 | 3   |
| 9.   | Kamil Brabenec  | HC České Budějovice | 10 | 4  | 4 | 8  | 14 | 3   |
| 10.  | Jiří Dopita     | HC Znojemští Orli   | 11 | 4  | 4 | 8  | 4  | 0   |

| Umístění         | Mužstvo           | Hráči |
| ---------------- | ----------------- | --- |
| Zlatá medaile    | HC Sparta Praha   | Brankáři: Petr Bříza, Marek Schwarz Obránci: František Ptáček, Marek Černošek, Jiří Vykoukal, Jan Hanzlík, Karel Pilař, Ján Tabaček, Richard Stehlík Útočníci: Ondřej Kratěna, Jaroslav Hlinka, Michal Sivek, Petr Ton, Jan Marek, Pavel Kašpařík, Tomáš Netík, Josef Straka, Martin Špaňhel, Michal Dragoun, Jakub Langhammer, Martin Růžička Trenéři František Výborný a Marian Jelínek |
| Stříbrná medaile | HC Slavia Praha   | Brankáři: Petr Franěk, Lukáš Hronek Obránci: Jan Novák, Petr Kadlec, Tomáš Žižka, Dominik Graňák, Boris Žabka, Jiří Drtina, Pavel Kolařík, David Pojkar Útočníci: Josef Beránek, Radek Duda, Jaroslav Bednář, Tomáš Vlasák, Michal Sup, Tomáš Divíšek, Marek Tomica, David Hruška, Radek Dlouhý, Vladimír Sobotka, Michal Vondrka, Lukáš Havel, Ivo Prorok, Vladimír Růžička mladší, Milan Kopecký, Roman Červenka Trenéři Vladimír Růžička, Ondřej Weissmann a Jiří Kalous                                                         |
| Bronzová medaile | HC Znojemští Orli | Brankáři: Halvor Hårstad-Evjen, Jaroslav Suchan, Jiří Trvaj Obránci: Radim Bičánek, Martin Čakajík, Jiří Heš, Marek Chvátal, Richard Jareš, Pavel Mojžíš, Roman Němeček, Angel Nikolov, Ondřej Šmach, Jan Švrček, Ville Varakas Útočníci: Jiří Beroun, Jiří Dopita, Roman Erat, Radek Haman, Tomáš Chlubna, Jakub Kraus, David Ludvík, Milan Mikulík, Zdeněk Ondřej, Andrej Petrakov, Karel Plášek, Peter Pucher, Pavel Selingr, Juraj Štefanka, Ondřej Tatarčík, Marek Uram, Lubomír Vaškovič Trenéři Miloslav Hořava, Jan Votruba |

## Rozhodčí

### Hlavní
- Všichni

- Petr Blecha
- Petr Bolina
- Pavel Hodek
- Martin Homola
- René Hradil
- Radek Husička
- Miroslav Jebavý
- Jaroslav Kubeš
- Pavel Mikula
- Milan Minář
- Arnošt Nečas
- Roman Polák
- František Rejthar
- Jan Skoupý (od 6. kola)
- Martin Smeták
- Vladimír Šindler
- René Trombík
- Tomáš Turčan

### Čároví
- Všichni

- Miloš Bádal –  Roman Pouzar
- Stanislav Barvíř –  Petr Blümel
- Jaromír Bláha –  Jiří Kareš
- Václav Český –  Evžen Kostka
- Lukáš Bejček –  Jakub Kabourek
- Vilém Cambal –  Michal Unzeitig
- Michal Čech –  Luboš Chytil
- Jan Čížek –  Jan Padevět
- Jiří Gebauer –  Vít Lederer
- Václav Guth –  David Rittich
- Petr Charvát –  František Kalivoda
- Roman Hejduk –  Radovan Křivský
- Marek Hlavatý –  Rudolf Tošenovjan
- Tomáš Klein –  Pavel Dřínovský
- Tomáš Pešek –  Pavel Šátava
- Radim Prchal –  Tomáš Prchal
- Jiří Škach –  Karel Machálek
- Jiří Rozlílek

### Hlavní
- Brent Reiber
- Vjačeslav Bulanov
- Juraj Konc
- Marcus Vinnerborg
- Thomas Andersson
- Richard Schütz
- Danny Kurmann

### Čároví
Do sezóny 2005/06 nenastoupil žádný mezinárodní čárový rozhodčí.